# Emmy Destinn
Emmy Destinn, pseudonimo di Ema Destinnová (Praga, 26 febbraio 1878 – České Budějovice, 28 gennaio 1930), è stata un soprano ceco.

## Biografia
Soprano drammatico, esordì nel 1898 alla Königliches Opernhaus di Berlino nel ruolo di Santuzza in Cavalleria rusticana.
Nel 1904 è Donna Anna in Don Giovanni (opera) al Royal Opera House, Covent Garden di Londra e Elsbeth Rathenow nella prima assoluta di Der Roland von Berlin a Berlino.
Nel 1905 è Hedwig nella prima assoluta di Die Heirat wider Willen di Engelbert Humperdinck diretta da Richard Strauss a Berlino e Madama Butterfly diretta da Cleofonte Campanini con Enrico Caruso ed Antonio Scotti a Londra.
Nel 1906 è Tatyana in Eugenio Onegin (opera) diretta da Campanini con Mattia Battistini e Marcel Journet a Londra e la protagonista in Salomè (opera) diretta da Strauss a Berlino.
Nel 1907 è Salomè diretta da Strauss al Théâtre du Châtelet di Parigi.
Al Metropolitan Opera House di New York debutta come Aida diretta da Arturo Toscanini con Caruso, Louise Homer e Scotti nella serata di apertura della stagione del novembre 1908.
Fu la prima interprete di Minnie nella Fanciulla del West di Giacomo Puccini, diretta nel 1910 al Met diretta da Toscanini.
Al Met canta in 339 recite fino al 1920.
Si ritirò dalle scene nel 1926.
La sua immagine è sulle banconote da 2 000 corone ceche.

## Repertorio
| Ruolo               | Titolo                          | Autore      |
| ------------------- | ------------------------------- | ----------- |
| Magdalena           | Il postiglione di Longjumeau    | Adam        |
| Carmen              | Carmen                          | Bizet       |
| Tatiana             | Eugenio Onegin                  | Čajkovskij  |
| Lisa                | La dama di picche               | Čajkovskij  |
| Wally               | La Wally                        | Catalani    |
| Louise              | Louise                          | Charpentier |
| Martha              | Tiefland                        | d'Albert    |
| Julie               | Il giacobino                    | Dvořák      |
| Rusalka             | Rusalka                         | Dvořák      |
| Armida              | Armida                          | Dvořák      |
| Ricke               | Germania                        | Franchetti  |
| Maddalena di Coigny | Andrea Chénier                  | Giordano    |
| Cecilia             | Il Guarany                      | Gomes       |
| Marguerite          | Faust                           | Gounod      |
| Kostelnička         | Jenůfa                          | Janáček     |
| Nedda               | Pagliacci                       | Leoncavallo |
| Alda                | Rolando                         | Leoncavallo |
| Santuzza            | Cavalleria rusticana            | Mascagni    |
| Valentina           | Gli ugonotti                    | Meyerbeer   |
| Sélika              | L'Africana                      | Meyerbeer   |
| Donna Anna          | Don Giovanni                    | Mozart      |
| Pamina              | Il flauto magico                | Mozart      |
| Ganimede            | La bella Elena                  | Offenbach   |
| Gioconda            | La Gioconda                     | Ponchielli  |
| Floria Tosca        | Tosca                           | Puccini     |
| Cio-Cio-San         | Madama Butterfly                | Puccini     |
| Minnie              | La fanciulla del West           | Puccini     |
| Mařenka             | La sposa venduta                | Smetana     |
| Milada              | Dalibor                         | Smetana     |
| Vendulka            | Il bacio                        | Smetana     |
| Libuše              | Libuše                          | Smetana     |
| Katuška             | Il muro del diavolo             | Smetana     |
| Salomè              | Salomè                          | Strauss     |
| Mignon              | Mignon                          | Thomas      |
| Leonora             | Il trovatore                    | Verdi       |
| Amelia              | Un ballo in maschera            | Verdi       |
| Aida                | Aida                            | Verdi       |
| Alice Ford          | Falstaff                        | Verdi       |
| Senta               | L'olandese volante              | Wagner      |
| Elisabeth           | Tannhäuser                      | Wagner      |
| Elsa di Brabante    | Lohengrin                       | Wagner      |
| Eva                 | I maestri cantori di Norimberga | Wagner      |
| Agata               | Il franco cacciatore            | Weber       |

## Discografia
- Emmy Destinn: Soprano 1878 - 1930, Global Village
- The Symposium Opera Collection, Vol. 6 (1906-1912), Emmy Destinn - Symposium
- Emmy Destinn Sings, Mastercorp
- Emmy Destinn - Soprano, Mastercorp
- Great Opera Singers/Emmy Destinn - Berliner & GT Records/1901 - 1908, Classical Moments
- Prima Voce: Emmy Destinn, Nimbus
- Emmy Destinn (Recorded 1907 - 1921), Nimbus